# مارسيلو سانتياغو
مارسيلو سانتياغو (18 مارس 1988 في البرتغال - ) هو لاعب كرة قدم برتغالي في مركز الوسط. شارك مع منتخب البرتغال تحت 17 سنة لكرة القدم ومنتخب البرتغال تحت 18 سنة لكرة القدم ومنتخب البرتغال تحت 19 سنة لكرة القدم. أما مع النوادي، فقد لعب مع نادي تونديلا ونادي ياغودينا ونافال ونادي غوندومار وF.C. Pampilhosa ‏ ونادي إيسبينهو.

## وصلات خارجية
- مارسيلو سانتياغو على موقع قاعدة بيانات كرة القدم.إي يو (الإنجليزية)
- مارسيلو سانتياغو على موقع Soccerway.com (الإنجليزية)